# Coenosia semifumosa
Coenosia semifumosa este o specie de muște din genul Coenosia, familia Muscidae, descrisă de Stein în anul 1914. Conform Catalogue of Life specia Coenosia semifumosa nu are subspecii cunoscute.